# 100 Bullets (jogo eletrônico)
100 Bullets é um jogo eletrônico de ação baseado nos quadrinhos "100 Bullets" (100 Balas, no Brasil) da DC Comics, escrito por Brian Azzarello ilustrado por Eduardo Risso.
O jogo deve ser publicado pela D3 Publisher e lançado nos consoles Wii, Game Boy Advance, Nintendo DS, Xbox 360, PlayStation Portable, PC e PlayStation 3. Havia outra versão anterior do jogo lançada pela Acclaim em 2004, embora o projeto tenha sido cancelado pouco tempo depois da falência da Acclaim. No entanto ainda não há muitas informações em relação ao jogo de "100 Bullets" por este ainda estar no início do seu desenvolvimento.